# Mamaku
Mamaku  est un petit village de la baie de l’Abondance dans le nord de l’Île du Nord de la Nouvelle-Zélande.

## Situation
Il siège sur le plateau de Mamaku (en) qui s’élève à 560 m au dessus du niveau de la mer.
Il est situé sur le point le plus élevé de la ligne de chemin de fer, maintenant abandonnée, de la branche de Rotorua (en), la ville étant à 4 kilomètres (2,485484768 mi) au sud du trajet de la State Highway 5 /S H.

## Histoire
Mamaku était à l’origine appelée « Kaponga », mais le nom fut changé en « Mamaku » en 1890 pour éviter la confusion avec la ville de Kaponga dans la région de Taranaki.
De façon ironique la plante connue sous le nom de Cyathea medullaris ou Mamaku (en), est une fougère arborescente noire, qui n’est pas retrouvée dans ce secteur!
La colonisation européenne commença vers 1880, et pendant un temps le site de Mamaku rivalisa avec celui de Rotorua par leur taille

## Activité économique
La principale industrie dans le secteur de Mamaku  était à l’origine l’extraction des troncs de arbres natifs pour le bois d’œuvre.
A la fin du XIXe siècle et au début du XXe siècle, Mamaku a possédé l’une des cinq premières scieries pour les troncs et tout le bois d’œuvre à partir des arbres natifs du bush environnant.
Celui-ci s’est réduit avec le temps et aujourd’hui, il n’y a plus de scierie qui fonctionne dans le village, la dernière scierie ayant cessé toute opération le 31 mars 2015.
Une autre industrie majeur, qui était établie au niveau de la localité de Mamaku, était l’agriculture avec avant tout des fermes laitières mais aussi l’élevage des moutons.
Ceci ci continue bien sur aujourd’hui comme étant la principale source de revenus pour le village.
Mais, certains ajouts récents à l’industrie locale comprennent la fabrication de vin à partir de myrtilles et le parcours hors route en vélo tout terrain.

## Démographie
Mamaku est décrite par Statistics New Zealand comme un village rural et couvre une surface de 2,67 km2 (ou 1.03 sq mi).
Mamaku est une partie de la zone statistique plus large de la zone statistique de la vallée de Ngongotahā (en)
Historical population
Year	Pop.	±% p.a.
2006	726	—
2013	687	−0.79%
2018	840	+4.10%

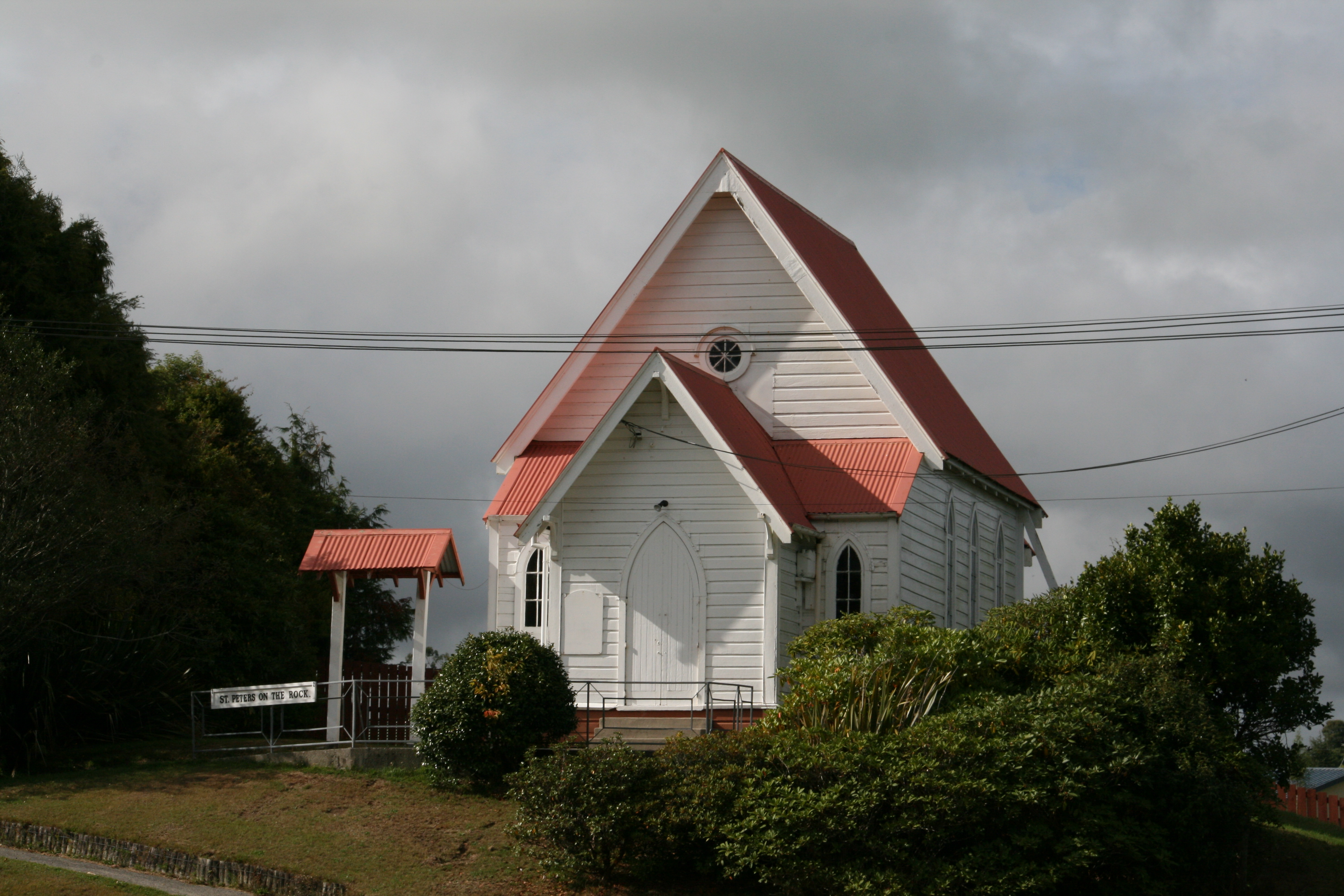
Eglise de Mamaku

Mamaku avait une population de 840 habitants lors du recensement de 2018, en augmentation de 153 personnes (22,3 %) depuis le recensement de 2013 et en augmentation de 114 personnes (15,7 %) depuis le recensement de 2006 en Nouvelle-Zélande.
Il y a 267 logements, comprenant 399 hommes et 435 femmes, donnant un sexe-ratio de 0,92 homme pour une femme, avec 234 personnes (27,9 %) âgées de moins de 15 ans, 135 personnes (16,1 %) âgées de 15 à 29 ans, 387 personnes (46,1 %) âgées de 30 à 64 ans, et 81 personnes (9,6 %) âgées de 65 ans ou plus.
79,6 % des personnes s’identifient comme européens/Pākehā et 37,3 % comme Māori.
Bien que certaines personnes choisissent de ne pas répondre à la question du recensement sur leur affiliation religieuse, 62,9 %n'ont aucune religion, 23,9 % sont chrétiens, 1,1 % ont des croyances religieuses Māori et 2,1 %ont une autre religion.
Parmi ceux d'au moins 15 ans d'âge, 45 personnes (7,4 %) ont une licence ou un niveau supérieur et  162 presonnes(26,7 %) n'ont aucune qualification formelle.
33 personnes (5,4 %) gagnent plus de $70,000 comparés avec les 17,2 % au niveau national.
Le statut d'emploi de ceux d'au moins 15 ans est pour 285 personnes (47,0%) un emploi à plein temps, pour 81 personnes (13,4 %) un temps partiel et 45 personnes (7,4 %) sont sans emploi.

## Éducation
- L’école de « Mamaku School » est une école primaire, publique, mixte, allant de l’année 1 à 8[4] avec un effectif de   115  élèves en novembre 2021[5]. L’école a ouvert dans le village en 1895[6].